# Nit literària de Santa Llúcia

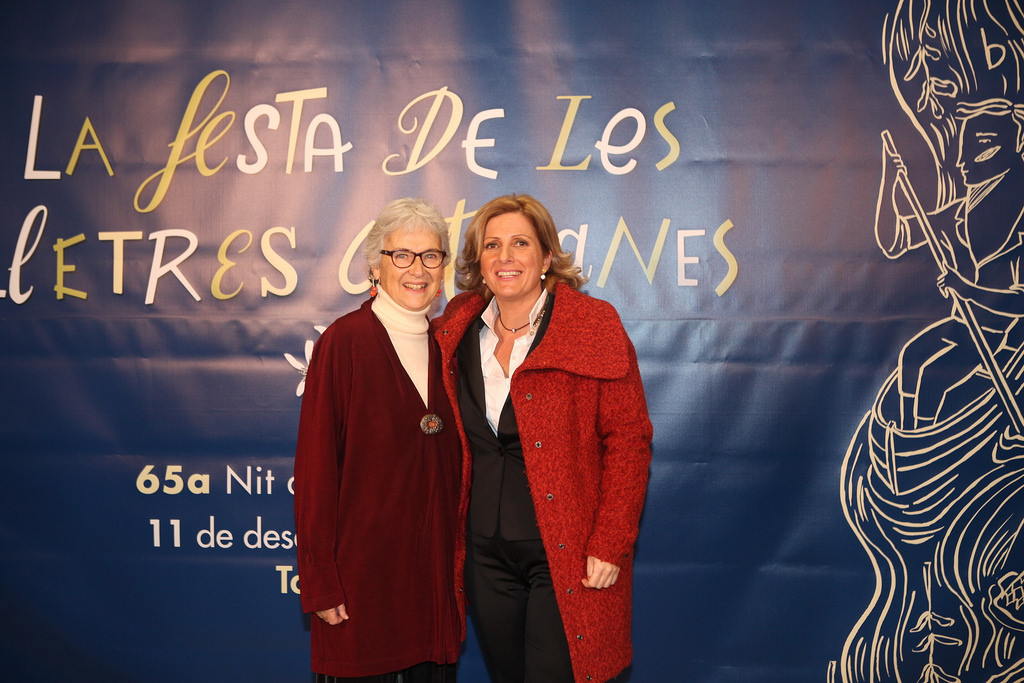
Muriel Casals a l'edició que es va fer a les Terres de l'Ebre

La Nit de Santa Llúcia o Festa de les Lletres Catalanes és considerada la vetllada literària més important en llengua catalana.

## Història
Els orígens es remunten a 1951, quan Josep M. Cruzet, editor i fundador de la Llibreria Catalònia, va decidir posar en marxa un certamen literari que anés més enllà dels dos únics premis que es lliuraven en aquella època: el Nadal i el Ciutat de Barcelona, tots dos destinats a obres escrites en castellà.
Amb la celebració de la Nit de Santa Llúcia, es volia recuperar l'esperit de les nits literàries que van celebrar-se en l'època de la Generalitat republicana i que anaven més enllà d'una festa estrictament literària, per convertir-se en punt de reunió i on es compartien aspiracions i projectes de promoció de la llengua i la cultura catalanes. El nom li ve donat per la data del 13 de desembre –festivitat de Santa Llúcia–, en la qual també s'havia adjudicat, anys abans, el premi Crexells, el primer guardó contemporani de novel·la catalana instituït en memòria de Joan Crexells, un dels membres més destacats de l'Ateneu Barcelonès que, casualment, va morir la nit de Santa Llúcia de 1926.
En la primera edició, el 13 de desembre de 1951, celebrada en la més profunda clandestinitat a l'interior de la llibreria Catalònia de Barcelona, només es va lliurar un premi, el Joanot Martorell, que va recaure en Josep Pla. Deu anys després, Òmnium Cultural, entitat que s'acabava de fundar, va fer-se càrrec de l'organització de l'esdeveniment, que va anar creixent en nombre d'obres presentades, en assistents a la nit i en premis a repartir. El 1970 la vetllada no va celebrar-se, en solidaritat amb els intel·lectuals tancats a Montserrat que protestaven pel judici de Burgos, però els guardons van lliurar-se de manera individualitzada als escriptors.
La 25a edició –la primera després de la mort de Franco–, del desembre de 1975, es va portar a terme al Palau Nacional a Montjuïc, Barcelona, davant de més de 4.000 assistents i sota una estreta vigilància governativa que no va impedir, però, la celebració de l'esdeveniment. Per commemorar aquella data, i coincidint amb el 50è aniversari, l'any 2000 va repetir-se la celebració al Palau de Montjuïc.
El 2002, el restaurant La Masia de Sant Cugat del Vallès va acollir la Nit, amb Jordi Porta com a nou president d'Òmnium Cultural i amb la presència destacada d'Eliseu Climent i Antoni Mir, responsables de les dues entitats germanes d'Òmnium al País Valencià i a les Illes Balears: Acció Cultural del País Valencià i Obra Cultural Balear, respectivament. El 2003, la Nit es va celebrar a Granollers, el 2004 a Badalona, el 2005 a la Seu d'Urgell, el 2006 a Girona i el 2007 a Reus. El 2008, els premis van tornar a Barcelona i es va aprofitar el ressò de la ciutat per canviar el format de l'acte. Així, els premis van lliurar-se en el transcurs d'una gala-espectacle retransmesa en directe per TV3 des de l'auditori del Centre de Congressos de Catalunya. Aquest format es va repetir el 2009 a l'auditori del Centre Cultural de Terrassa i, des d'aleshores, a l'Àtrium de Viladecans (2010), a l'Auditori de Barcelona (2011), al Teatre Tarragona (2012), al Kursal de Manresa (2013), al Gran Teatre del Liceu de Barcelona (2014) i al pavelló firal de Tortosa (2015). Posteriorment va tenir lloc al Poliesportiu Municipal del Gornal de l'Hospitalet de Llobregat (2016), a Nou Barris de Barcelona (2017), a la Fira Sabadell (2018) i a Prats i Sansor (2019).
Coincidint amb el seu 70è aniversari, l’edició del 2020, va engegar amb un canvi de format i passa a celebrar-se de manera permanent al Teatre Nacional de Catalunya.

## Premis literaris de la Nit de Santa Llúcia
- Premi Sant Jordi de novel·la[4]
- Premi Carles Riba de poesia
- Premi Mercè Rodoreda de contes i narracions
- Premi Frederic Roda de textos teatrals[5]
- Premi Josep Maria Folch i Torres de novel·les per a nois i noies
- Premi Joaquim Ruyra de narrativa juvenil
- Premi Joan Maragall d'assaig
- Premi Òmnium Cultural de Comunicació[6]
- Premi Internacional Joan B. Cendrós[7]

### Desapareguts
- Premi Xarxa Cultural d'assaig (ja desaparegut).[8][9]

## Poblacions on s'ha celebrat
- Barcelona (entre 1951 i 1971)
- Tarragona (1972)
- Vic (1973)
- Lleida (1974)
- Barcelona (1975)
- Girona (1976)
- l'Espluga de Francolí (1977)
- Badalona (1978)
- Reus (1979)
- Barcelona (1980)
- Terrassa (1981)
- Tortosa (1982)
- Mataró (1983)
- Barcelona (1984)
- Igualada (1985)
- Sabadell (1986)
- Manresa (1987)
- Perpinyà (1988)
- Terrassa (1989)
- Torelló (1990)
- Barcelona (1991)
- Puigcerdà (1992)
- Barcelona (1993)
- Solsona (1994)
- Olot (1995)
- Mataró (1996)
- Vilanova i la Geltrú (1997)
- Vilafranca del Penedès (1998)
- Lleida (1999)
- Barcelona (2000)
- Vic (2001)
- Sant Cugat del Vallès (2002)
- Granollers (2003)
- Badalona (2004)
- La Seu d'Urgell (2005)
- Girona (2006)
- Reus (2007)
- Barcelona (2008)
- Terrassa (2009)
- Viladecans (2010)
- Barcelona (2011)
- Tarragona (2012)
- Manresa (2013)
- Barcelona (2014)
- Tortosa (2015)
- L'Hospitalet de Llobregat (2016)
- Barcelona (Nou Barris) (2017)
- Sabadell (2018)
- Prats i Sansor (2019)
- Barcelona (2020...), l'esdeveniment adquireix seu permanent al Teatre Nacional de Catalunya.